# Instituto-Escuela

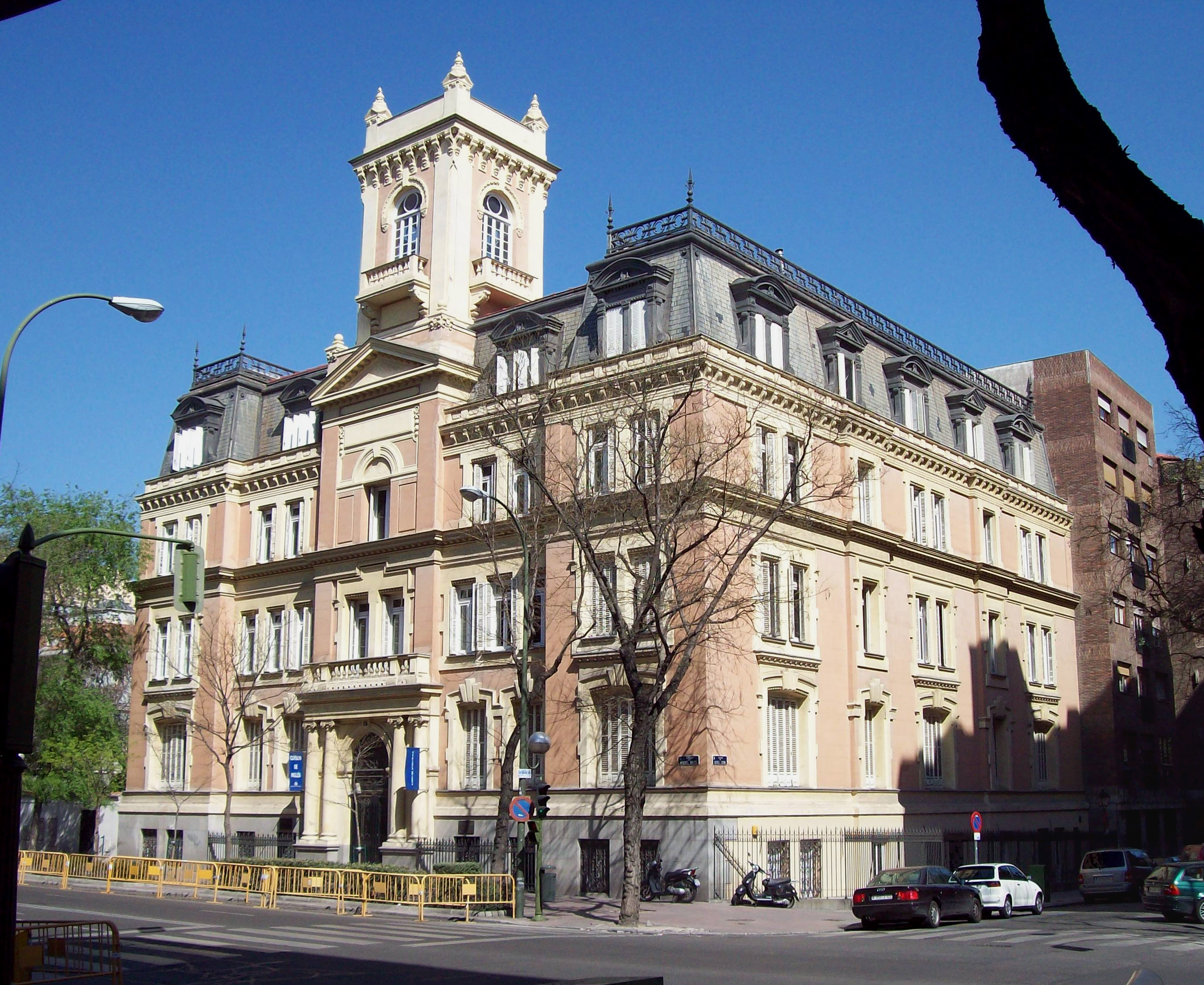
Edificio del Instituto Internacional de la calle Miguel Ángel, primera sede del Instituto-Escuela y posterior sede del Colegio Estudio.

Instituto-Escuela es el nombre de una institución educativa española fundada en Madrid en 1918, como un experimento pedagógico para extender a la enseñanza secundaria oficial los principios educativos fundamentales de la Institución Libre de Enseñanza y de la pedagogía europea más avanzada de su época. El otro gran objetivo que se propuso fue formar al profesorado que después debían difundir el modelo educativo resultante al resto de los centros de enseñanza secundaria. El Instituto-Escuela fue uno de los más importantes organismos creados por la Junta para Ampliación de Estudios (JAE), junto a la Residencia de Estudiantes, la Residencia de Señoritas, el Centro de Estudios Históricos y el Instituto Nacional de Ciencias Físico-Naturales.

## Historia
El 10 de mayo de 1918 se publicó el Decreto de creación del Instituto-Escuela firmado por Alfonso XIII, siendo Santiago Alba Bonifaz ministro de Instrucción Pública y Bellas Artes, en el primer gobierno de “concentración nacional”. Nacía el Instituto-Escuela sin locales para desarrollar su actividad. Inicialmente, las clases se impartieron en un local alquilado al Instituto Internacional de Madrid (en la calle Miguel Ángel 8). De esta manera, el Instituto-Escuela pudo comenzar las clases en el curso 1918-1919 con un alumnado mixto, pero esta solución fue provisional. 

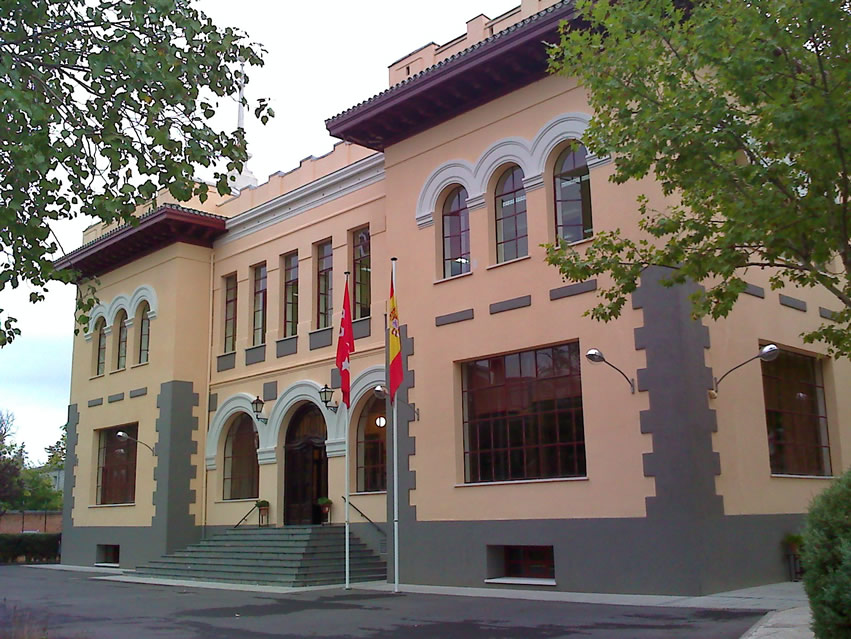
Edificio de Bachillerato de la Sección Retiro del Instituto-Escuela, actual IES Isabel la Católica

Dado que el Instituto Internacional era femenino, impuso como condición para el alquiler, al curso siguiente, que solo asistieran alumnas a las clases en este edificio. Por este motivo, en 1920, la Junta decidió separar a los estudiantes en dos sedes: los varones fueron al pabellón 5 cedido por la Residencia de Estudiantes en los Altos del Hipódromo o "Colina del viento", y las alumnas quedaron en el edificio de la calle Miguel Ángel.  
En 1922, la JAE planeó levantar en los terrenos adquiridos junto al Parque del Retiro todo un complejo de edificios destinados a la Preparatoria, a la Enseñanza Secundaria y a residencias para alumnos. El conjunto de edificaciones se encargó al arquitecto Francisco Javier Luque quien, por limitaciones presupuestarias, sólo pudo construir uno de los edificios proyectados, que la Junta destinó a partir de 1928 al Bachillerato y fue la sección Retiro del Instituto-Escuela. Francisco Javier Luque conocía la arquitectura escolar puesto que había trabajado con Antonio Flórez en la Residencia de Estudiantes, donde construyó la vivienda del director y los pabellones 4 y 5. 
El edificio de Retiro se ubicó en un entorno donde los alumnos podían estar en contacto con la naturaleza, siguiendo las teorías pedagógicas e higienistas de la época, y disfrutaban de un amplio espacio para juegos y deportes y para realizar sus prácticas de Agricultura o de Biología. Allí se trasladaron los alumnos varones mientras que las alumnas abandonaron el Instituto Internacional y se fueron a los Altos del Hipódromo. En la misma zona de Retiro, se levantó otro edificio para Párvulos y Primaria, proyectado por el arquitecto Eugenio Sánchez Lozano en 1934 con una estética ya plenamente racionalista.
Durante la década de 1930, se inauguraron también nuevos edificios para el Instituto-Escuela en los Altos del Hipódromo: los pabellones de Primaria, la Biblioteca y el Auditorio, en 1931, y el pabellón de Párvulos, en 1933. Los proyectos fueron obra de los arquitectos Carlos Arniches Moltó  y Martín Domínguez Esteban, quienes se hicieron eco de las nuevas propuestas de arquitectura escolar surgidas en Europa y más en concreto en la ciudad alemana de Hamburgo. El diseño de Arniches y Domínguez para el edificio de Párvulos incluyó grandes voladizos a modo de marquesinas en cuyo proyecto de cálculos intervino también el ingeniero Eduardo Torroja. El diseño de los edificios incluía campos de deportes, piscina cubierta y pista de hockey. De esta forma el Instituto-Escuela dispuso de un amplio espacio para atender sus crecientes demandas de matrícula que eran superiores a las mil quinientas solicitudes. En las dos sedes hubo servicios de comedor y médico.

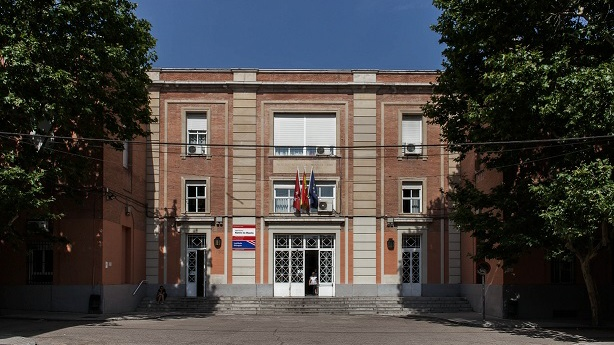
Sección Preparatoria del Instituto-Escuela, actual IES Ramiro de Maeztu

La década de 1930 supuso la consolidación del Instituto-Escuela. Durante la Segunda República, se generalizó la coeducación y el modelo pedagógico del Instituto-Escuela de Madrid se extendió a Cataluña (donde hubo cuatro: IInstituto-Escuela de la Generalidad de Cataluña, Pi i Margall, Ausiàs March y Manuel Bartolomé Cossío, este último en Sabadell), Valencia, Sevilla y Málaga. Estos centros estuvieron dirigidos e integrados, en parte, por profesores que se habían formado en el Instituto-Escuela de Madrid, lo que garantizó la homogeneidad de funcionamiento en todos ellos. 
Durante la Guerra civil española (1936-1939), se interrumpió toda la actividad docente y el edificio del Retiro se utilizó como emplazamiento de baterías del ejército republicano para contrarrestar las del ejército sublevado emplazadas en el Cerro Garabitas. Los edificios de la Colina del Viento fueron utilizados como almacenes y hospital de carabineros.
La derrota del bando republicano, identificado estrechamente con el institucionismo, significó la supresión del Instituto-Escuela junto con otras instituciones vinculadas. El edificio del Retiro se convirtió en el Instituto Isabel la Católica, femenino; mientras que el edificio de los Altos del Hipódromo se convirtió en el Instituto Ramiro de Maeztu, masculino. Las demás instituciones de la Junta fueron absorbidas por el Consejo Superior de Investigaciones Científicas (CSIC).
Los principios educativos del Instituto Escuela se mantuvieron durante el Franquismo gracias a la labor de los profesores que se habían formado en él y que pudieron seguir ejerciendo su profesión en los distintos institutos de enseñanza media. Asimismo se mantuvieron en algunos centros privados como el Colegio Estudio, fundado en 1940 por Jimena Menéndez-Pidal, Ángeles Gasset de las Morenas y Carmen García del Diestro. Este nuevo centro volvió a ocupar, durante algún tiempo, el antiguo edificio de la calle Miguel Ángel.

## Organización y método
Aunque era un centro oficial, el Instituto-Escuela estuvo dirigido por la Junta para Ampliación de Estudios, para tener más autonomía en su labor experimental y para mantenerse al margen de vaivenes políticos. A partir de 1925, cuando ya se habían puesto en marcha los seis cursos de los que constaba su Bachillerato, de la dirección del Instituto-Escuela se encargó un Patronato integrado por relevantes intelectuales y científicos de la JAE como Ignacio Bolívar, Ramón Menéndez Pidal, José Ortega y Gasset, Blas Cabrera, José Gabriel Álvarez Ude y María de Maeztu.
La misión del Instituto-Escuela era modernizar los contenidos y los métodos pedagógicos de la Enseñanza Secundaria. Para ello contó con un plan de estudios propio y puso en práctica las metodologías más avanzadas.

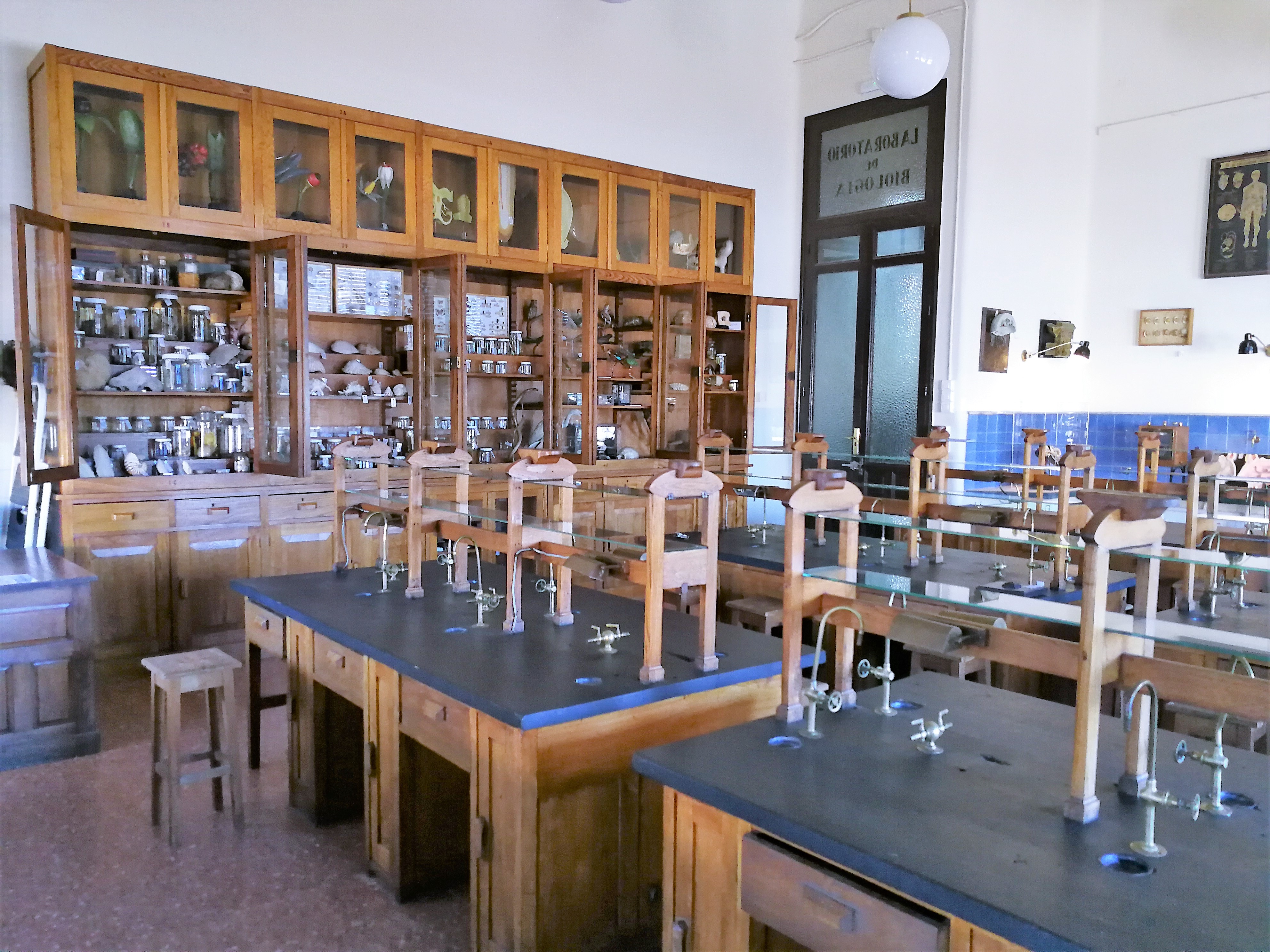
Laboratorio del Instituto-Escuela Sección Retiro, actual IES Isabel la Católica

El plan de estudios promovió la enseñanza cíclica e incrementó el número de horas de todas las materias, prestándoles una especial importancia a las ciencias experimentales y a las lenguas vivas. Además para completar la formación física, estética y manual de los alumnos introdujo las materias de Música, Dibujo, Trabajos Manuales y Juegos y Deportes, que en el plan de estudios oficial estaban muy poco representadas.
Sus métodos pedagógicos tendieron a erradicar la clase magistral y el aprendizaje puramente memorístico y procuraron potenciar la educación de los alumnos frente a la mera instrucción. Para ello redujeron el número de alumnos por aula, con lo que se aseguraron el diálogo continuo entre el profesor y el alumno y potenciaron la observación directa de las cosas, el razonamiento y la experimentación. En la aplicación de esta metodología, tuvieron un lugar destacado las visitas a los museos y las excursiones, las prácticas de laboratorio y el uso de la biblioteca Como instrumentos para hacer más personal el aprendizaje de los alumnos, jugaron un papel destacado los cuadernos y trabajos de clase que, en los primeros cursos de bachillerato, sustituyeron a los libros de texto.
Entre otras novedades educativas, el Instituto-Escuela suprimió los exámenes finales, realizando una evaluación continua (que valoraba las actividades cotidianas, el cuaderno escolar, las prácticas de laboratorio y los exámenes parciales), introdujo la figura del profesor tutor, procuró implicar a las familias en la educación de sus hijos a través de reuniones periódicas y quiso que los alumnos participasen en el funcionamiento del centro con iniciativas como la Biblioteca Circulante o la Sociedad Cooperativa de Excursiones.
Una prueba de la importancia que le dio el Instituto-Escuela a la enseñanza de la literatura española fue colección “Biblioteca Literaria del Estudiante”, que en 1922 empezó a publicarse, en el Centro de Estudios Históricos, dirigida por Ramón Menéndez Pidal y orientada a la formación del alumnado del Instituto-Escuela. La colección ofrecía a los niños y jóvenes estudiantes una cuidada selección de lo mejor de la literatura española, en unos textos accesibles a los destinatarios. La enseñanza de las Ciencias experimentales tuvo también un lugar preeminente en el Instituto-Escuela, como lo demuestran los cuatro laboratorios de Biología, Geología, Física y Química que se hicieron en el edificio de la sección Retiro y que todavía hoy se conservan en el IES Isabel la Católica.

## Profesorado
En el Instituto-Escuela hubo tres tipos de profesorado: Catedráticos, aspirantes al magisterio secundario y de enseñanzas especiales.
Los primeros eran catedráticos de instituto seleccionados por la JAE por sus méritos científicos y por su compromiso con la labor experimental del centro. Fueron a la vez profesores e investigadores en las diferentes instituciones de la JAE. De ahí la brillante carrera profesional de la mayoría de ellos. Entre los más relevantes:
- Samuel Gili Gaya (lingüista)
- José Estalella Graells (físico)
- Miguel Catalán (físico)
- Luis Crespi (botánico)
- José A. Sánchez Pérez (matemático)
- Jaime Oliver Asín (lingüista)
- Juan Dantín Cereceda (geógrafo)
- Manuel de Terán (geógrafo)
- Francisco Barnés (historiador)

Los profesores aspirantes al Magisterio Secundario eran los que se formaban en el Instituto-Escuela. Bajo la supervisión de los catedráticos, se encargaban de la enseñanza a grupos de alumnos, siguiendo el emblema del institucionismo, de “aprender enseñando”. Además recibían formación pedagógica, perfeccionaban los conocimientos de su especialidad en las instituciones de la JAE y aprendían idiomas para poder continuar sus estudios en los países más avanzados. De los más de 250 que se formaron en el Instituto-Escuela, la mayoría se dedicaron después a la docencia, secundaria o universitaria y ejercieron un gran influjo en la difusión de la experiencia educativa del Instituto-Escuela en los difíciles tiempos del franquismo. Algunos de los más importantes fueron:
- Ángel Valbuena Prat (filólogo)
- José Camón Aznar (historiador del arte)
- María Zambrano (filósofa)
- Enrique Lafuente Ferrari (historiador del arte)
- José Mª Lacarra (historiador)
- Felisa Martín Bravo (meteoróloga)
- Carmen Martínez Sancho (matemática)
- Elena Paunero Ruiz (botánica)
- Carlos Vidal Box (geólogo)
- Germán Ancochea Quevedo (matemático)
- Pilar Lago Couceiro (filóloga)
- Juan Cuesta Ucelay (biólogo marino)
- María Teresa Toral Peñaranda (química)

Los profesores de enseñanzas especiales eran los profesores de idiomas, dibujo, música, trabajos manuales y juegos y deportes, materias a las que el Instituto-Escuela daba una gran importancia educativa. Sus profesores, sin embargo no tenían la condición de catedráticos por carecer entonces de titulación universitaria. Destacaremos:
- Rafael Benedito Vives (músico)

- Francisco Benítez Mellado (pintor)

## Alumnado destacado
Muchos de los alumnos del Instituto-Escuela eran hijos de la burguesía ilustrada que simpatizaban con las novedades educativas de la institución. La mentalidad progresista de los padres explica que en el Instituto-Escuela estudiaran casi la misma proporción de alumnas que de alumnos, cuando en los otros institutos madrileños el porcentaje de alumnas que estudiaban Secundaria no llegaba al veinte por ciento.
- Julio Caro Baroja (antropólogo)
- José Ortega Spottorno (fundador del periódico El País)
- Álvaro D'Ors Pérez (catedrático de Derecho)
- Gonzalo Menéndez Pidal (historiador)
- Francisco Bernis Madrazo (cofundador de la SEO)
- Emilio Garrigues Díaz-Cañabate (diplomático)
- Arturo Ruiz Castillo (director de cine y teatro)
- Nicolás Cabrera Sánchez (físico)
- Francisco Giral González (físico)
- José Mª Bravo (piloto de guerra y catedrático de filología)
- Álvaro Muñoz Custodio (dramaturgo)
- Carmen Bravo-Villasante (escritora)
- Sofía Martín Gamero (filóloga)
- Aurora Villa Olmedo (deportista y oftalmóloga)
- Matilde Ucelay Maortua (primera arquitecta de España)
- Carmen de Zulueta Cebrián (profesora en Harvard)
- Aurora Bautista (actriz)
- María Casares (actriz)

La escritora Carmen Bravo-Villasante, de la última promoción del Instituto-Escuela, la de 1936, reflejó así el ambiente de la institución:
Se estudiaban idiomas, el francés era obligatorio, y se escogía entre el inglés o el alemán. Aparentemente no se trabajaba nada, no se obligaba a nada, y el alumno tenía la sensación de pasarlo bien y de escuchar nada más a los profesores... Los profesores eran nuestros amigos, su vocación y su entrega era completa; el sistema de las tutorías, ejemplar; el plan de estudios, perfecto. Nos íbamos a nuestras casas los sábados deseando que llegase el lunes para volver al colegio, no teníamos tareas ni deberes, no teníamos obligaciones monstruosas, como los niños de ahora... Yo deseo que todos los niños y todos los jóvenes que estudian salgan de su colegio como yo salía del mío, con el recuerdo de una de las épocas más maravillosas de mi vida.

## A partir de 1939

### Sección Retiro
Tras la supresión del Instituto-Escuela, su sede de Retiro se convirtió en el Instituto Isabel la Católica, que siguió utilizando el edificio de Bachillerato y el de Párvulos y Primaria. El primero no ha sufrido modificaciones sustanciales hasta la actualidad. Inicialmente sólo se le añadieron una capilla y un busto de Isabel la Católica, pero el resto de las dependencias continuaron con su uso anterior, incluidos los laboratorios. El segundo estuvo en funcionamiento hasta 1965, cuando por su mal estado hubo que derribarlo y dejaron de impartirse las enseñanzas de Primaria en esta sede. Al igual que el instituto Ramiro de Maeztu, el Isabel la Católica fue un centro experimental dependiente del CSIC hasta 1978.

### Sección Hipódromo
El heredero de los edificios e instalaciones del Instituto-Escuela, en la "Colina del Viento", fue el Instituto Ramiro de Maeztu, creado en abril de 1939, como instituto masculino. Acogió a cinco antiguos profesores que, de alguna manera, contribuyeron a mantener parte del espíritu del Instituto-Escuela dentro del nuevo centro. El arquitecto Sánchez Lozano modificó los edificios para darle mayor capacidad de alumnado, se añadió un cine-teatro, adosado al edificio de bachillerato y se establecieron dos internados.
Coincidiendo con el espíritu del I-E, para salvar el salto entre el colegio y el instituto, se contaba con la Escuela Preparatoria (primera enseñanza), totalmente integrada en el diseño del ciclo educativo, que fue supervisado por el CSIC (heredero de la JAE), por medio del Instituto San José de Calasanz, sito en el mismo campus del Ramiro de Maeztu.